# 王存
王存（1023年—1101年），字正仲，丹陽（今屬江蘇）人。
祖籍山東莘縣。幼聰慧好學，十二歲時前往江西就學，五年始歸。北宋慶曆六年（1046年）進士，授嘉興縣主簿、上虞縣令。歷官秘書省著作佐郎、館閣校勘、集賢校理。熙宁八年（1075年）撰《元丰九域志》。官太常禮院。熙寧九年（1076年）十一月，安南行營將士疾疫，詔遣王存前往南嶽祈禱。
元祐二年（1087年），拜为中大夫、尚书右丞。次年，拜左丞相。绍圣初年（1094年），退休歸理。建中靖国元年（1101年）病卒。追赠右银青光禄大夫，谥庄定。司马光赞曰：“并驰万马中，能驻足者，其王存乎。”另著有《王正仲集》、《枢密院诸房例册》。

## 延伸阅读
[在维基数据编辑]
 《宋史·卷341》，出自脱脱《宋史》